# Модесто Денис
Модесто Денис (рођен 1901, непознат датум смрти) био је парагвајски фудбалски голман који је играо за Парагвај на ФИФА-ином светском првенству 1930. Играо је за Клуб Национал